# Anita Guerreau-Jalabert
Pour les articles homonymes, voir Guerreau et Jalabert.
Anita Jalabert, épouse Guerreau, dite Anita Guerreau-Jalabert, est une historienne médiéviste française née à Marseille le 25 janvier 1950.

## Biographie
Anita Jalabert naît à Marseille le 25 janvier 1950.

### Formation et carrière
Elle devient archiviste paléographe en 1975 après avoir soutenu à une thèse dédiée à Abbon de Fleury, dont elle édite et commente les Quæstiones grammaticales. Après avoir obtenu l'agrégation de grammaire, elle entre au CNRS (1978) et est affectée à l'IRHT. Elle est aujourd’hui directrice de recherche.
Anita Guerreau-Jalabert est notamment spécialiste des rapports de parenté au Moyen Âge. Elle anime des séminaires à l'École nationale des chartes et à l'EHESS.
Elle a été directrice de l'École nationale des chartes de 2001 à 2006.
Elle est membre du Comité d'éthique du CNRS (2007-2011), et du Comité d'histoire de la ville de Paris.
Elle est l’auteur de nombreux articles dans des revues scientifiques.

### Vie privée
Épouse d'Alain Guerreau, elle a une fille, Isabelle, sigillographe.

## Publications
- L'Irak : développement et contradictions, Paris : Le Sycomore, 1978 (avec Alain Guerreau).
- édition critique de : Abbon de Fleury, Questions grammaticales (Quaestiones grammaticales), Paris : Les Belles Lettres, 1982.
- Index des motifs narratifs dans les romans arthuriens français en vers (XIIe – XIIIe siècles), Genève : Droz, 1992.
- Codirection de Histoire culturelle de la France. I, Le Moyen Âge, Paris : Le Seuil, 1997.

## Distinctions
- Chevalier de la Légion d'honneur